# Inter-Provincial Cup 2023

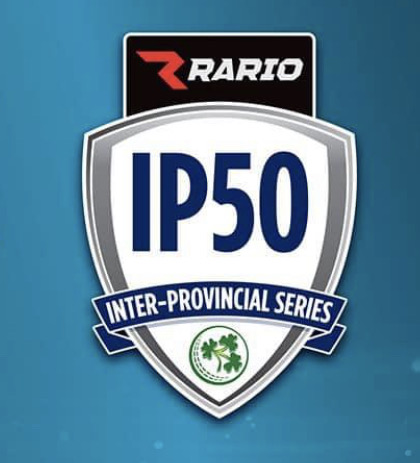
Logo des Inter-Provincial Cup 2023

Die Inter-Provincial Cup 2023 (aus Sponsoringgründen auch 2023 Men's Rario Inter-Provincial Series) war die elfte Saison des nationalen List-A-Cricket-Wettbewerbes in Irland der vom 15. Mai bis zum 7. September 2023 ausgetragen wurde. Die Northern Knights gewann das Wettbewerb.

## Format
Jede Mannschaft spielte gegen jede andere jeweils zwei Mal. Für einen Sieg gab es 4 Punkte, für ein No Result oder Unentschieden 2 Punkte. Des Weiteren gab es einen Bonuspunkt, wenn die Run Rate 1,25-mal größer ist als die des Gegners war.

## Resultate
Tabelle
| Teams               | Sp. | S | N | U | R | NR | BP | Ded | Punkte | NRR    |
| ------------------- | --- | - | - | - | - | -- | -- | --- | ------ | ------ |
| Northern Knights    | 6   | 3 | 2 | 0 | 0 | 1  | 1  | 0   | 15     | −0.195 |
| Leinster Lightning  | 6   | 3 | 3 | 0 | 0 | 0  | 2  | 0   | 14     | +0.829 |
| Munster Reds        | 6   | 3 | 3 | 0 | 0 | 0  | 2  | 0   | 14     | +0.439 |
| North West Warriors | 6   | 2 | 3 | 0 | 0 | 1  | 1  | 0   | 11     | −1.340 |

Spiele
| 15. Mai Scorecard | Cork | Munster Reds 149 (40.2)                   | – | North West Warriors 150-4 (39.1) |
|                   |      | North-West Warriors gewinnt mit 6 Wickets |   |                                  |

North-West Warriors gewann den Münzwurf und entschied sich als Feldmannschaft zu beginnen. Als Spieler des Spiels wurde Shane Getkate ausgezeichnet.
| 16. Mai Scorecard | Dublin | Northern Knights 316-8 (50)          | – | Leinster Lightning 250 (43.3) |
|                   |        | Northern Knights gewinnt mit 66 Runs |   |                               |

Leinster Lightning gewann den Münzwurf und entschied sich als Feldmannschaft zu beginnen. Als Spieler des Spiels wurde Neil Rock ausgezeichnet.
| 18. Mai Scorecard | Dublin | Leinster Lightning 287 (48.4)      | – | Munster Reds 288-5 (48) |
|                   |        | Munster Reds gewinnt mit 5 Wickets |   |                         |

Munster Reds gewann den Münzwurf und entschied sich als Feldmannschaft zu beginnen. Als Spieler des Spiels wurde Tyrone Kane ausgezeichnet.
| 22. Mai Scorecard | Belfast | Munster Reds 269-7 (50)                | – | Northern Knights 272-7 (47.1) |
|                   |         | Northern Knights gewinnt mit 3 Wickets |   |                               |

Northern Knights gewann den Münzwurf und entschied sich als Feldmannschaft zu beginnen. Als Spieler des Spiels wurde Morgan Topping ausgezeichnet.
| 23. Mai Scorecard | Magheramason | North West Warriors 183 (44.4)           | – | Leinster Lightning 184-7 (45.2) |
|                   |              | Leinster Lightning gewinnt mit 3 Wickets |   |                                 |

Leinster Lightning gewann den Münzwurf und entschied sich als Feldmannschaft zu beginnen. Als Spieler des Spiels wurde Samuel Harbinson ausgezeichnet.
| 25. Mai Scorecard | Magheramason | Northern Knights 253-9 (50)               | – | North West Warriors 257-7 (49.4) |
|                   |              | North-West Warriors gewinnt mit 3 Wickets |   |                                  |

North-West Warriors gewann den Münzwurf und entschied sich als Feldmannschaft zu beginnen.
| 14. August Scorecard | Skerries | Leinster Lightning 425-7 (50)           | – | North West Warriors 181 (28) |
|                      |          | Leinster Lightning gewinnt mit 244 Runs |   |                              |

North-West Warriors gewann den Münzwurf und entschied sich als Feldmannschaft zu beginnen. Als Spieler des Spiels wurde Lorcan Tucker ausgezeichnet.
| 15. August Scorecard | Cork | Northern Knights 302-9 (50)          | – | Munster Reds 250-8 (44.3) |
|                      |      | Northern Knights gewinnt mit 52 Runs |   |                           |

Munster Reds gewann den Münzwurf und entschied sich als Feldmannschaft zu beginnen. Als Spieler des Spiels wurde Neil Rock ausgezeichnet.
| 17. August Scorecard | Cork | Leinster Lightning 137 (31.2)      | – | Munster Reds 138-3 (25.4) |
|                      |      | Munster Reds gewinnt mit 7 Wickets |   |                           |

Munster Reds gewann den Münzwurf und entschied sich als Feldmannschaft zu beginnen. Als Spieler des Spiels wurde Tyrone Kane ausgezeichnet.
| 4. September Scorecard | Magheramason | Munster Reds 306-8 (50)           | – | North West Warriors 191 (40.4) |
|                        |              | Munster Reds gewinnt mit 115 Runs |   |                                |

North-West Warriors gewann den Münzwurf und entschied sich als Feldmannschaft zu beginnen. Als Spieler des Spiels wurde Liam McCarthy ausgezeichnet.
| 5. September Scorecard | Belfast | Leinster Lightning 353-9 (50)           | – | Northern Knights 183 (30.2) |
|                        |         | Leinster Lightning gewinnt mit 170 Runs |   |                             |

Leinster Lightning gewann den Münzwurf und entschied sich als Schlagmannschaft zu beginnen. Als Spieler des Spiels wurde Seamus Lynch ausgezeichnet.
| 7. September Scorecard | Belfast | North West Warriors 241-9 (50) | – | Northern Knights 44-2 (9) |
|                        |         | No Result                      |   |                           |

North-West Warriors gewann den Münzwurf und entschied sich als Schlagmannschaft zu beginnen.